# Liste der Auslandsvertretungen Perus

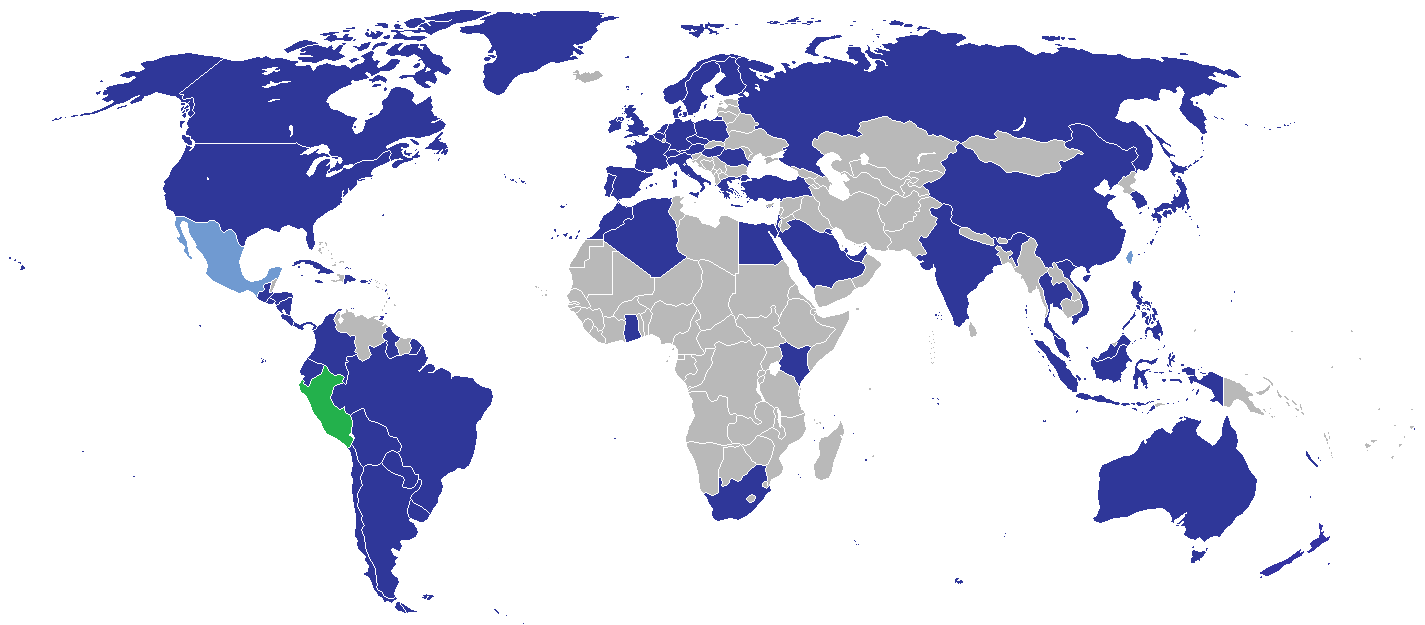
Standorte der diplomatischen Vertretungen Perus

Dies ist eine Liste der diplomatischen und konsularischen Vertretungen Perus.

## Diplomatische und konsularische Vertretungen

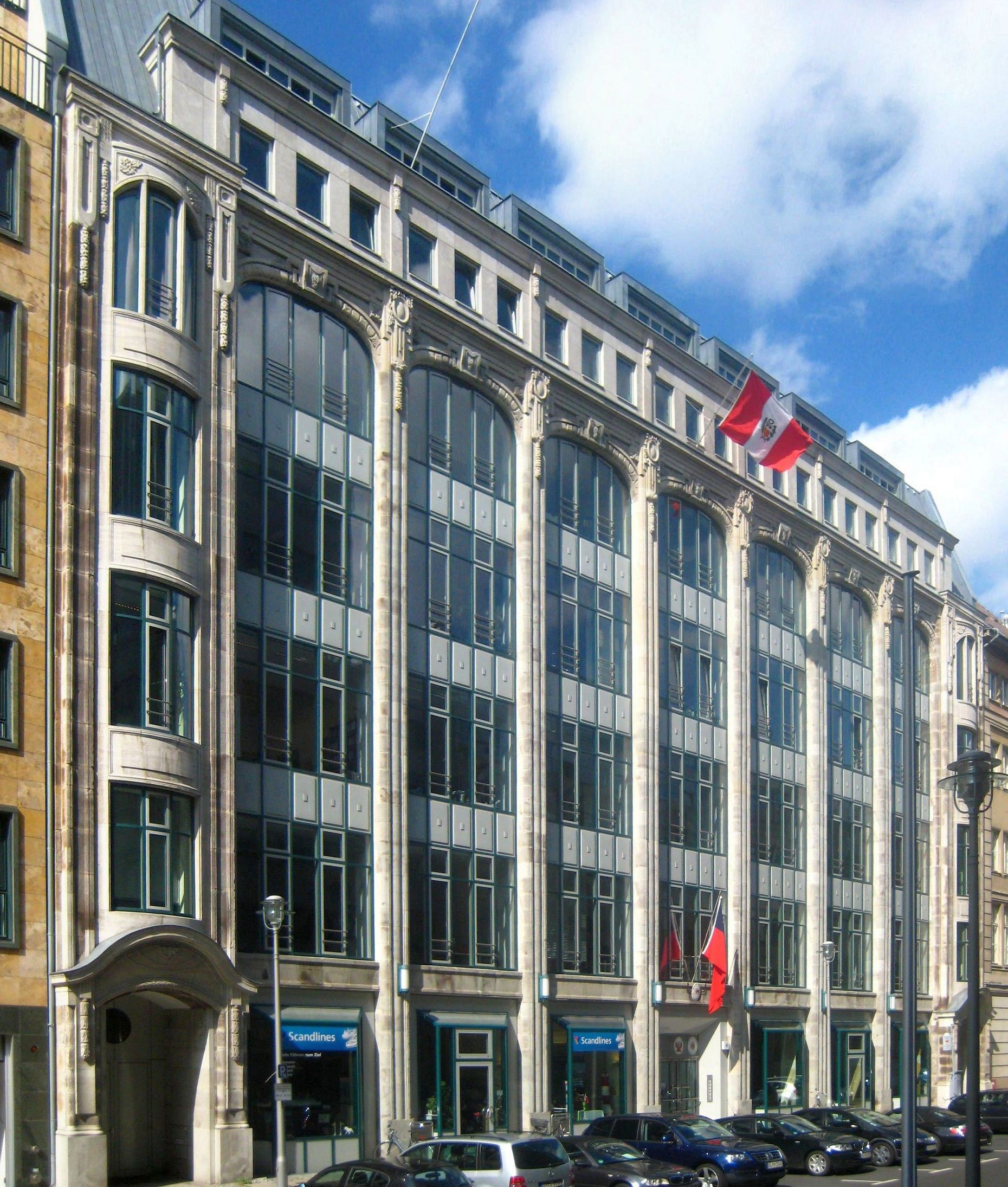
Peruanische Botschaft in Berlin

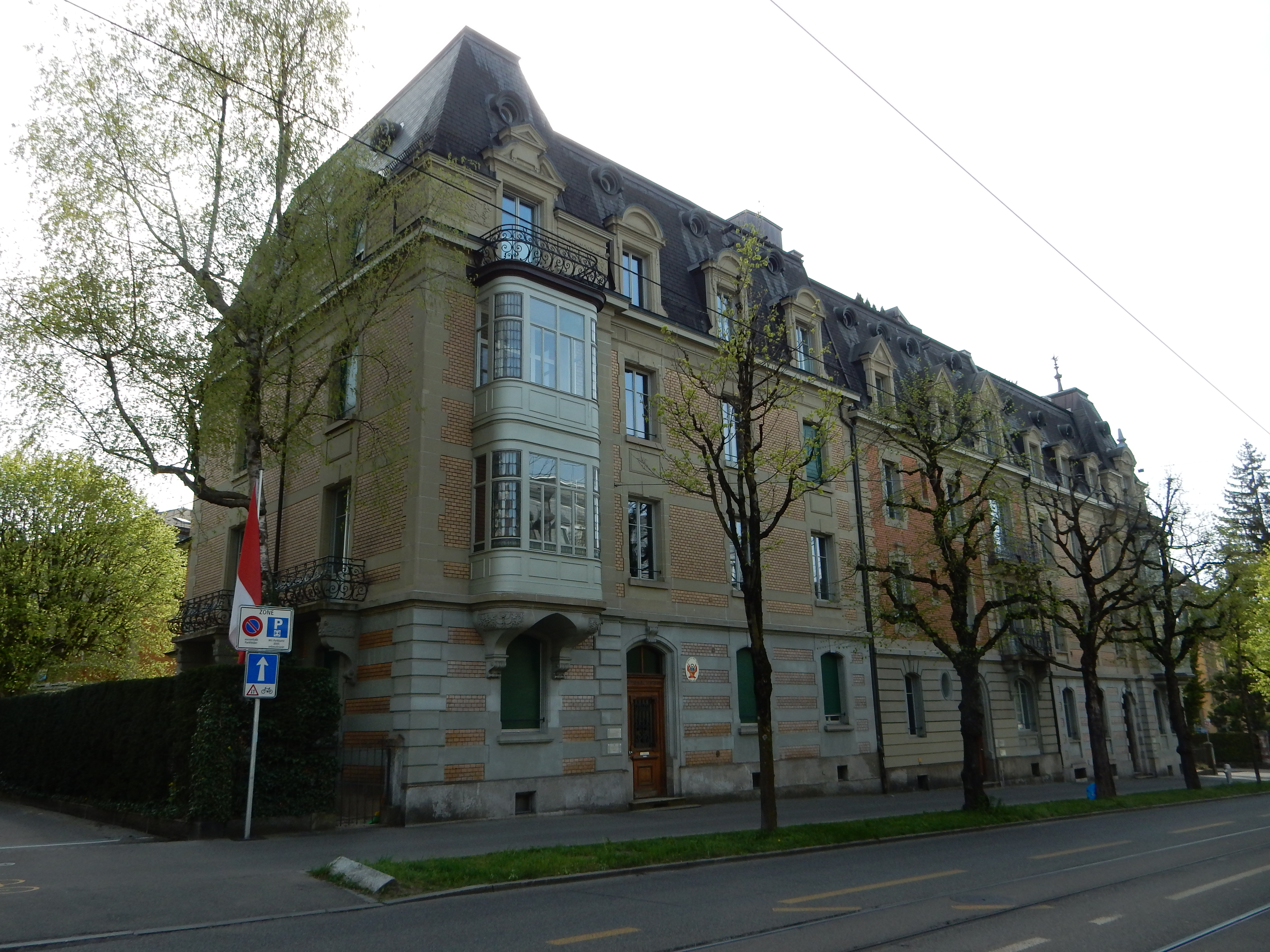
Peruanische Botschaft in Bern

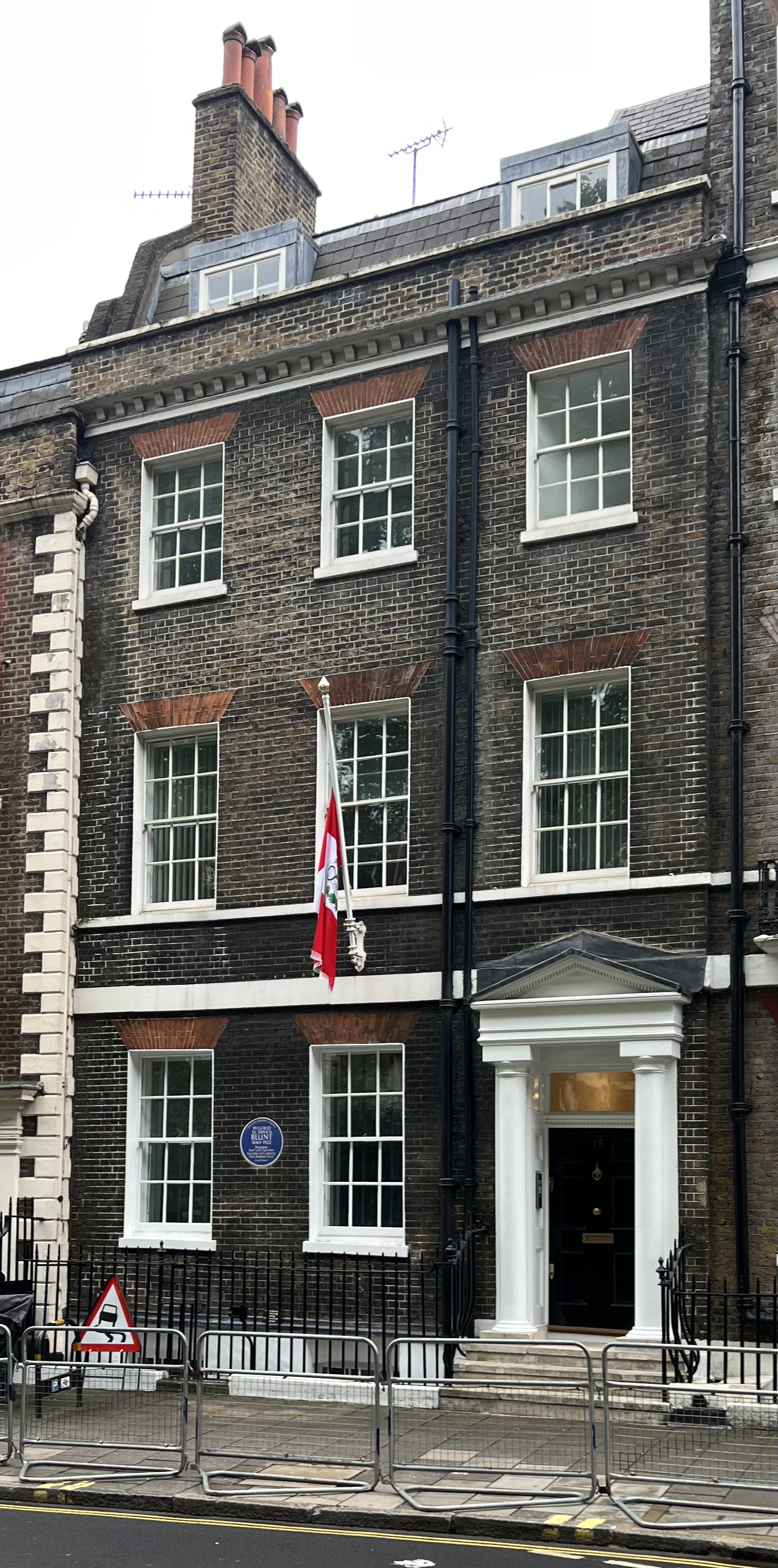
Peruanische Botschaft in London

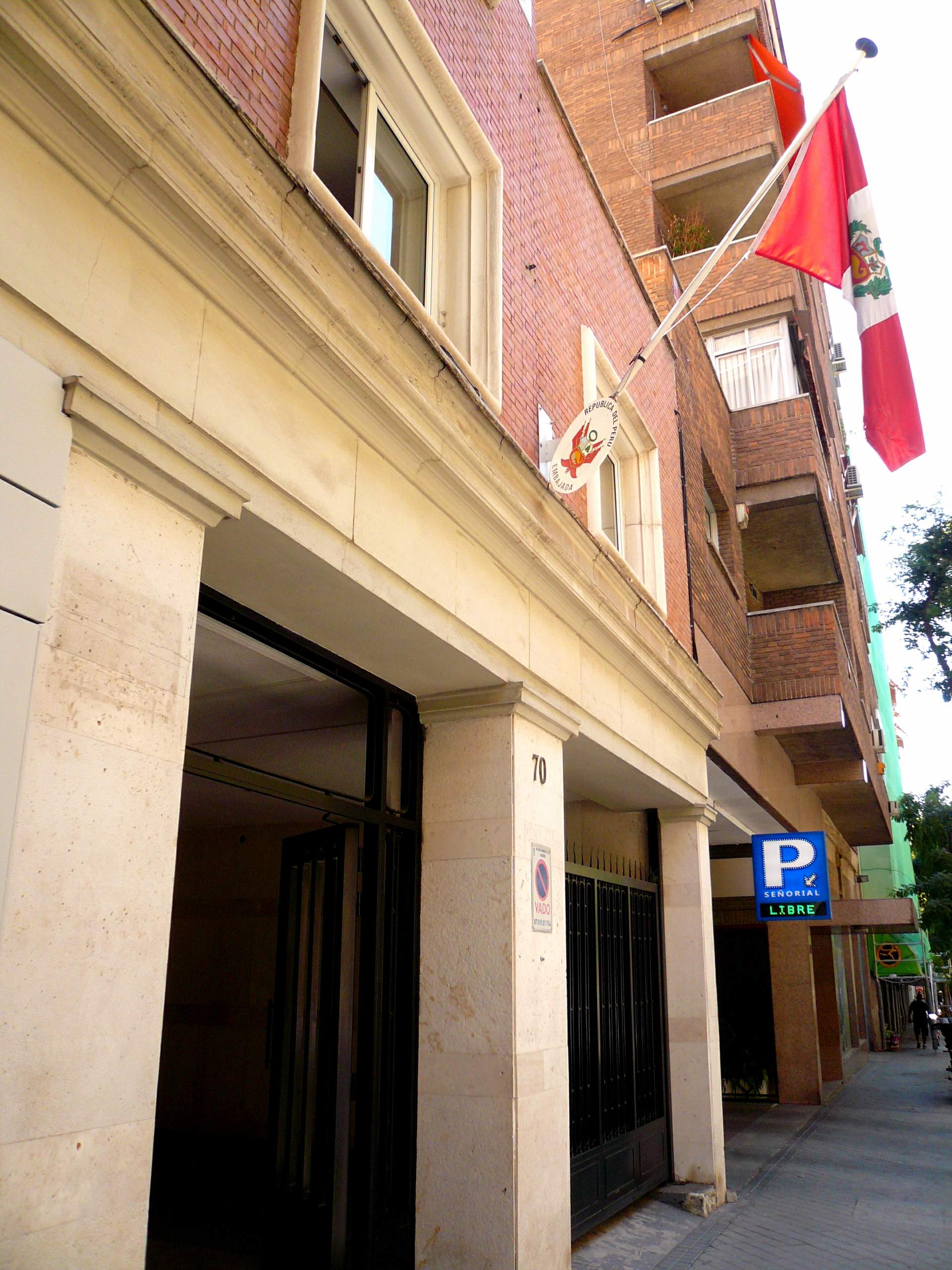
Peruanische Botschaft in Madrid

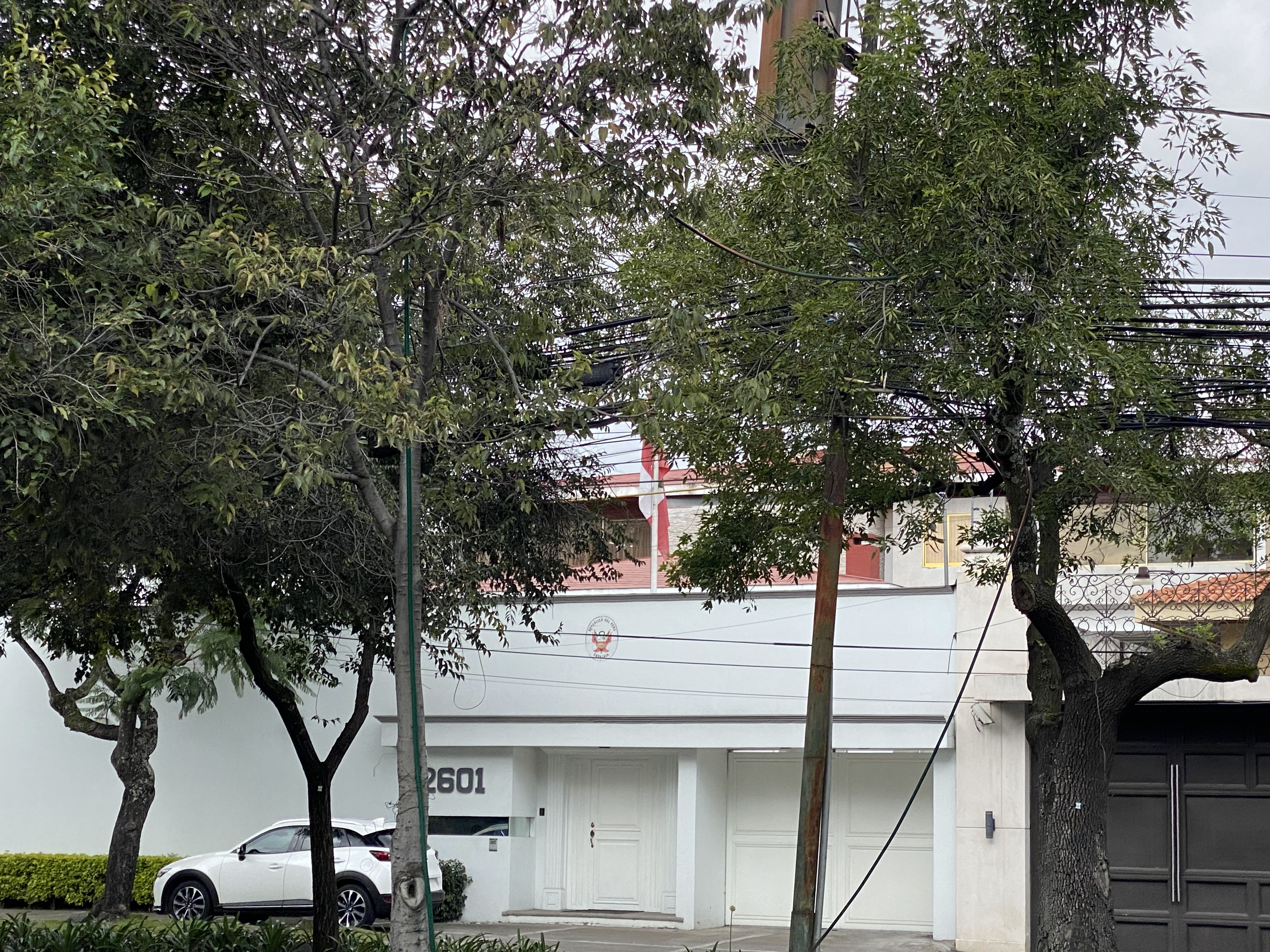
Peruanische Botschaft in Mexiko-Stadt

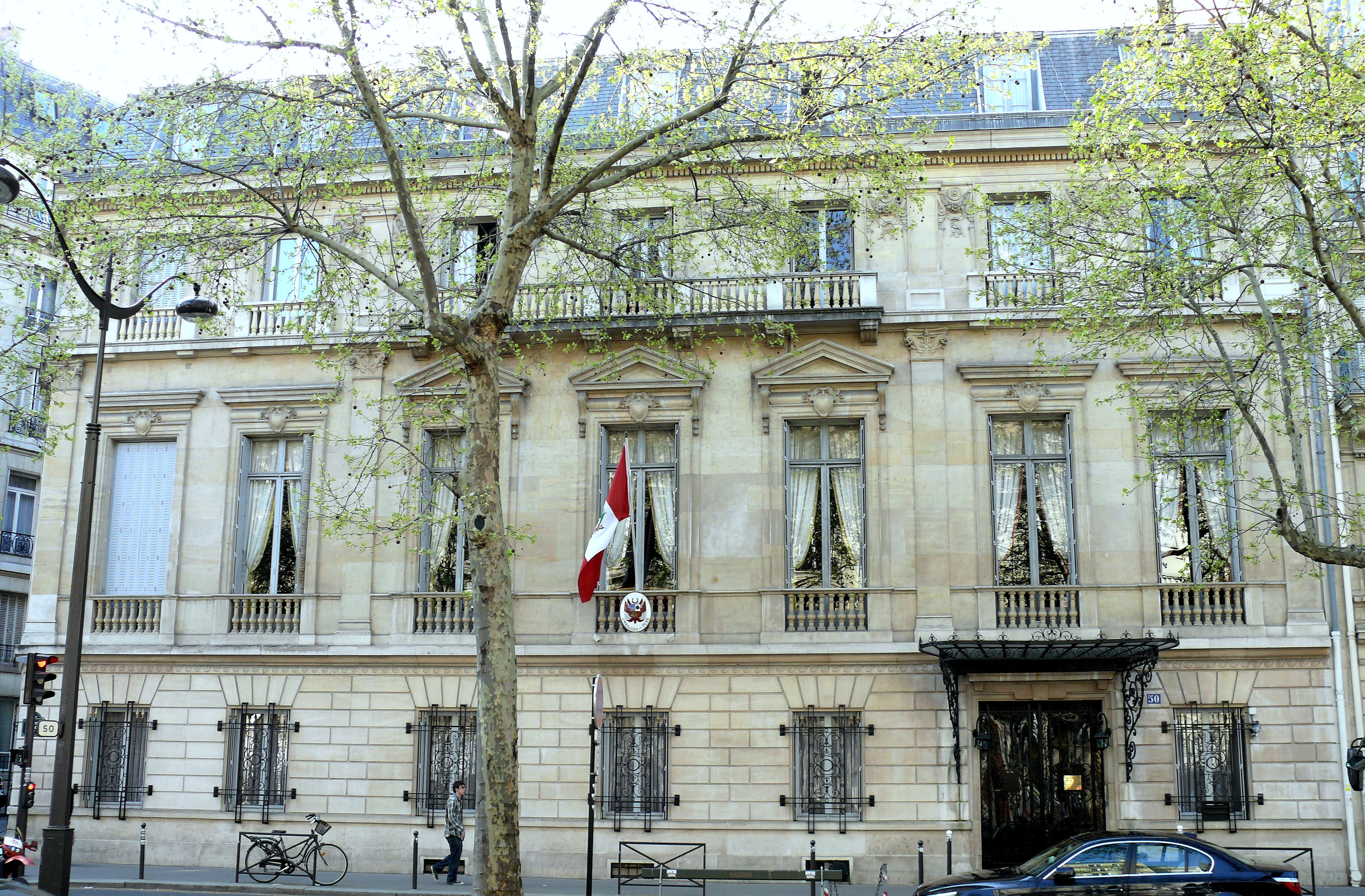
Peruanische Botschaft in Paris

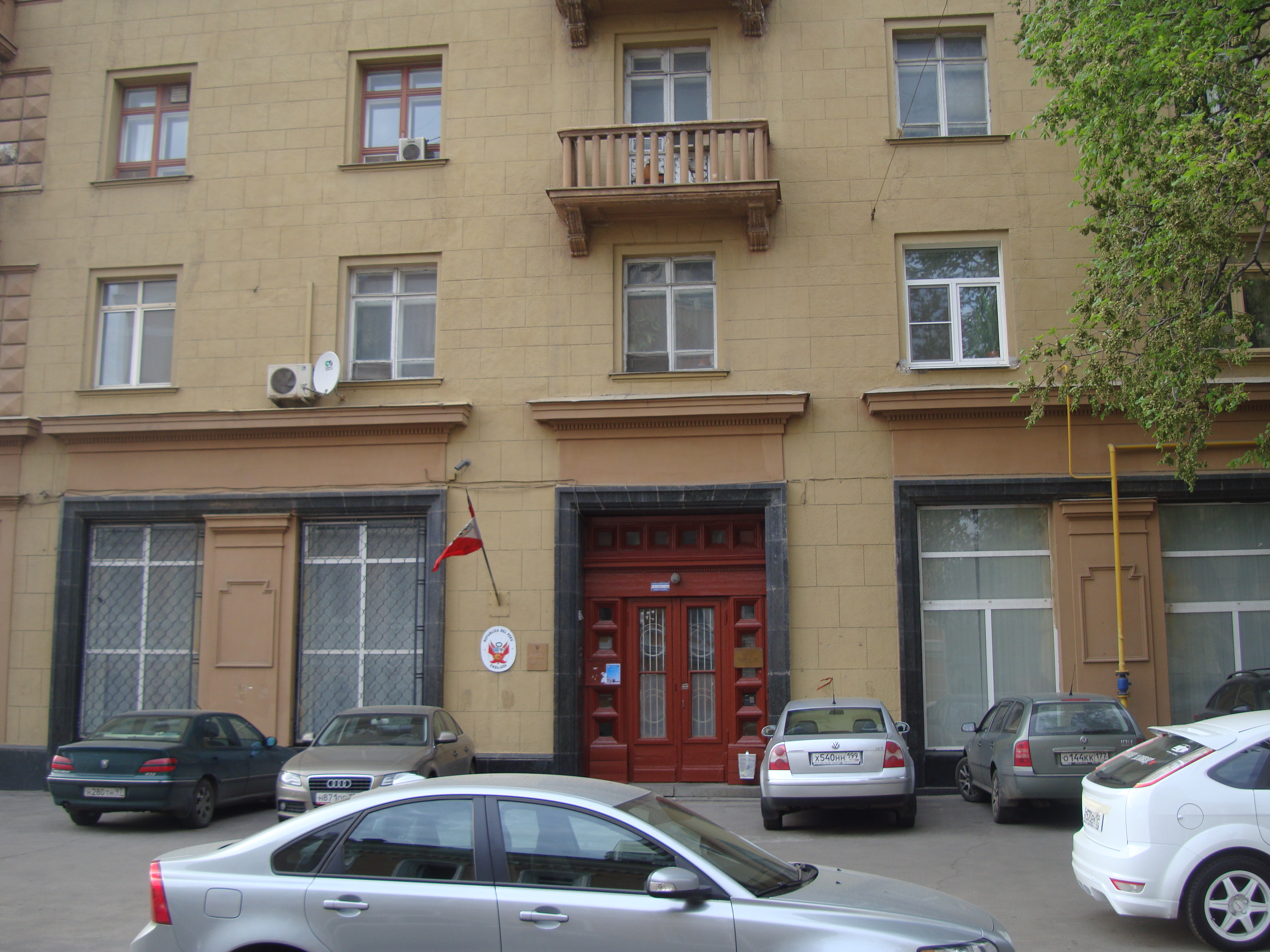
Peruanische Botschaft in Moskau

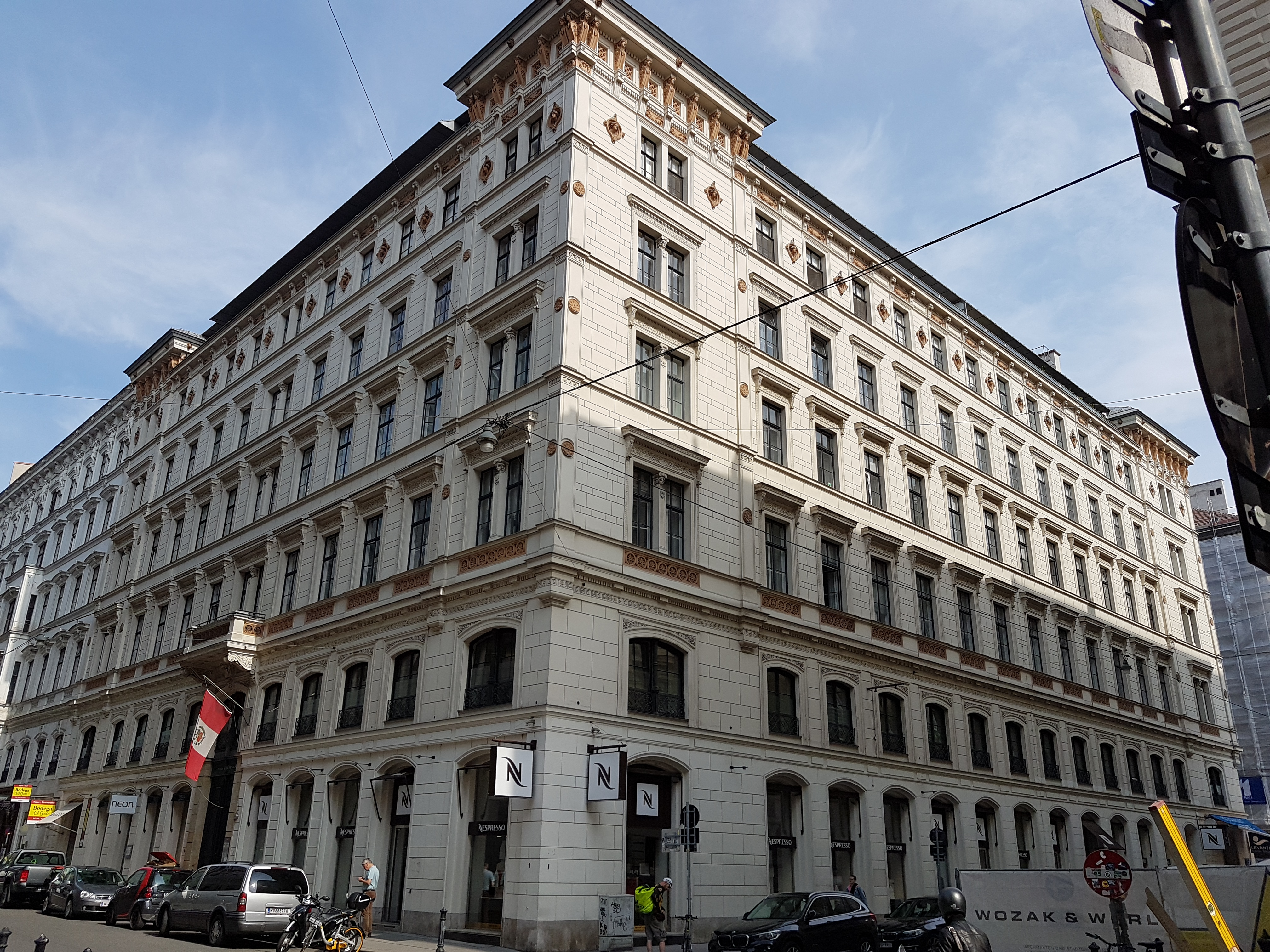
Peruanische Botschaft in Wien

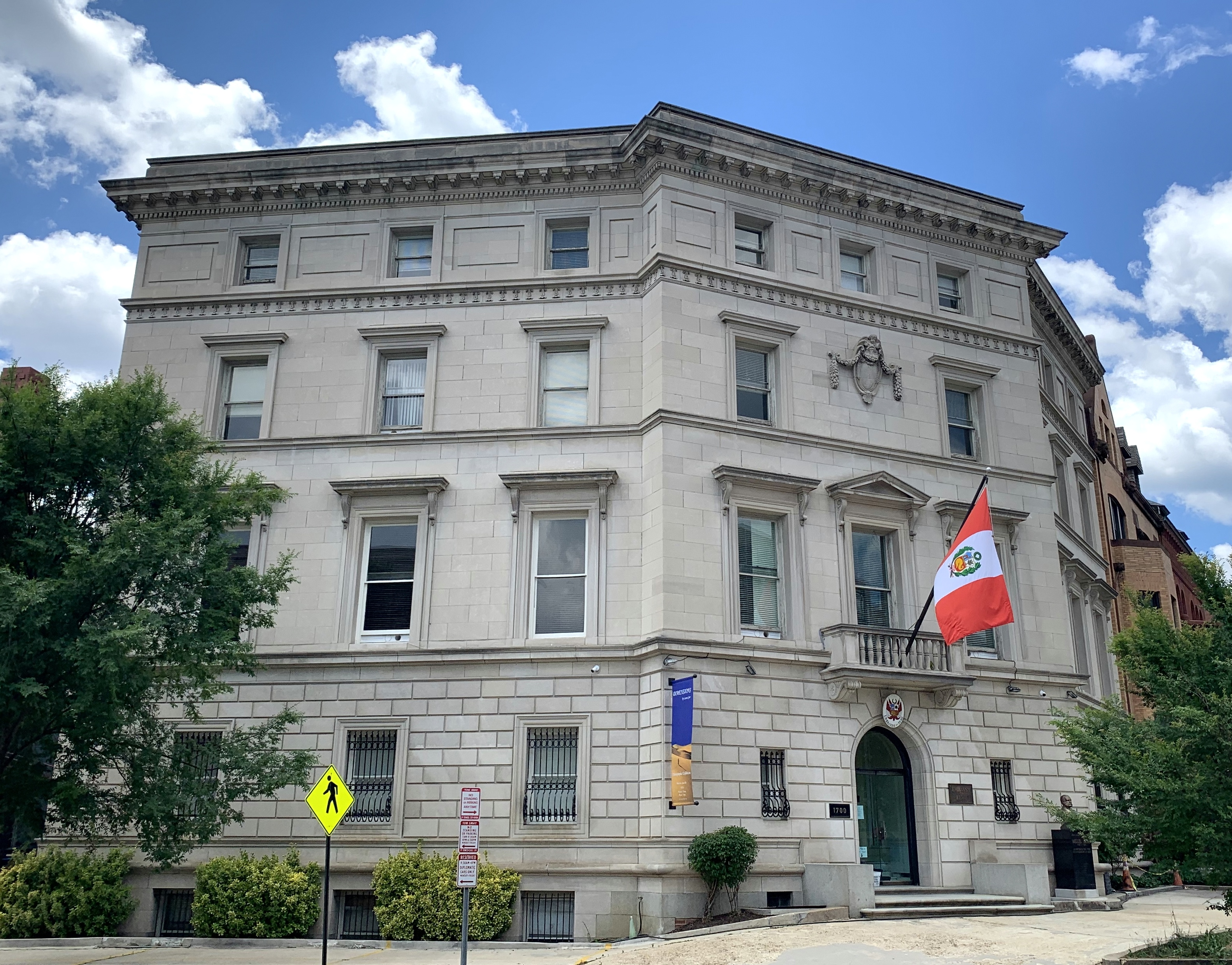
Peruanische Botschaft in Washington, D.C.

### Afrika
| - Ägypten: Kairo, Botschaft - Algerien: Algier, Botschaft - Ghana: Accra, Botschaft | - Kenia: Nairobi, Botschaft - Marokko: Rabat, Botschaft - Südafrika: Pretoria, Botschaft |

### Asien
| - Volksrepublik China: Peking, Botschaft - Volksrepublik China: Guangzhou, Generalkonsulat - Volksrepublik China: Hongkong, Generalkonsulat - Volksrepublik China: Shanghai, Generalkonsulat - Indien: Neu-Delhi, Botschaft - Indonesien: Jakarta, Botschaft - Israel: Tel Aviv, Botschaft - Japan: Tokyo, Botschaft - Japan: Nagoya, Generalkonsulat - Katar: Doha, Botschaft | - Kuwait: Kuwait, Botschaft - Malaysia: Kuala Lumpur, Botschaft - Saudi-Arabien: Riad, Botschaft - Singapur: Singapur, Botschaft - Südkorea: Seoul, Botschaft - Taiwan: Taipei, Handelsbüro - Thailand: Bangkok, Botschaft - Vereinigte Arabische Emirate: Dubai, Generalkonsulat - Vietnam: Hanoi, Botschaft |

### Australien und Ozeanien
| - Australien: Canberra, Botschaft | - Australien: Sydney, Generalkonsulat |

### Europa
| - Belgien: Brüssel, Botschaft - Deutschland: Berlin, Botschaft - Deutschland: Frankfurt, Generalkonsulat - Deutschland: Hamburg, Generalkonsulat - Deutschland: München, Generalkonsulat - Finnland: Helsinki, Botschaft - Frankreich: Paris, Botschaft - Griechenland: Athen, Botschaft - Heiliger Stuhl (Vatikan): Rom, Botschaft - Italien: Rom, Botschaft - Italien: Florenz, Generalkonsulat - Italien: Genua, Generalkonsulat - Italien: Mailand, Generalkonsulat - Italien: Neapel, Generalkonsulat - Italien: Turin, Generalkonsulat - Niederlande: Den Haag, Botschaft - Niederlande: Amsterdam, Generalkonsulat | - Österreich: Wien, Botschaft - Polen: Warschau, Botschaft - Portugal: Lissabon, Botschaft - Rumänien: Bukarest, Botschaft - Russland: Moskau, Botschaft - Schweden: Stockholm, Botschaft - Schweiz: Bern, Botschaft - Schweiz: Genf, Generalkonsulat - Spanien: Madrid, Botschaft - Spanien: Barcelona, Generalkonsulat - Spanien: Bilbao, Generalkonsulat - Spanien: Sevilla, Generalkonsulat - Spanien: Valencia, Generalkonsulat - Tschechien: Prag, Botschaft - Türkei: Ankara, Botschaft - Vereinigtes Königreich: London, Botschaft |

### Nordamerika
| - Costa Rica: San José, Botschaft - Dominikanische Republik: Santo Domingo, Botschaft - El Salvador: San Salvador, Botschaft - Guatemala: Guatemala-Stadt, Botschaft - Honduras: Tegucigalpa, Botschaft - Kanada: Ottawa, Botschaft - Kanada: Montreal, Generalkonsulat - Kanada: Toronto, Generalkonsulat - Kanada: Vancouver, Generalkonsulat - Kuba: Havanna, Botschaft - Mexiko: Mexiko-Stadt, Botschaft - Nicaragua: Managua, Botschaft - Panama: Panama-Stadt, Botschaft - Trinidad und Tobago: Port of Spain, Botschaft | - Vereinigte Staaten: Washington, D.C., Botschaft - Vereinigte Staaten: Atlanta, Generalkonsulat - Vereinigte Staaten: Boston, Generalkonsulat - Vereinigte Staaten: Chicago, Generalkonsulat - Vereinigte Staaten: Dallas, Generalkonsulat - Vereinigte Staaten: Denver, Generalkonsulat - Vereinigte Staaten: Hartford, Generalkonsulat - Vereinigte Staaten: Houston, Generalkonsulat - Vereinigte Staaten: Los Angeles, Generalkonsulat - Vereinigte Staaten: Miami, Generalkonsulat - Vereinigte Staaten: New York, Generalkonsulat - Vereinigte Staaten: Paterson, Generalkonsulat - Vereinigte Staaten: San Francisco, Generalkonsulat |

### Südamerika
| - Argentinien: Buenos Aires, Botschaft - Argentinien: Córdoba, Generalkonsulat - Argentinien: La Plata, Generalkonsulat - Argentinien: Mendoza, Generalkonsulat - Bolivien: La Paz, Botschaft - Bolivien: Cochabamba, Generalkonsulat - Bolivien: Santa Cruz de la Sierra, Generalkonsulat - Brasilien: Brasília, Botschaft - Brasilien: Manaus, Generalkonsulat - Brasilien: Rio Branco, Generalkonsulat - Brasilien: Rio de Janeiro, Generalkonsulat - Brasilien: São Paulo, Generalkonsulat - Chile: Santiago de Chile, Botschaft - Chile: Arica, Generalkonsulat | - Chile: Iquique, Generalkonsulat - Chile: Valparaíso, Generalkonsulat - Ecuador: Quito, Botschaft - Ecuador: Guayaquil, Generalkonsulat - Ecuador: Loja, Generalkonsulat - Ecuador: Machala, Generalkonsulat - Ecuador: Macará, Konsulat - Kolumbien: Bogotá, Botschaft - Kolumbien: Leticia, Generalkonsulat - Paraguay: Asunción, Botschaft - Uruguay: Montevideo, Botschaft - Venezuela: Caracas, Botschaft - Venezuela: Puerto Ordaz, Generalkonsulat |

## Vertretungen bei internationalen Organisationen
- Vereinte Nationen: New York, Ständige Mission
- Vereinte Nationen: Genf, Ständige Mission
- OAS: Washington, D.C., Ständige Mission
- Europäische Union: Brüssel, Mission
- UNESCO: Paris, Ständige Mission
- FAO: Rom, Ständige Mission